# Plague Inc.
Plague Inc. és un videojoc d'estratègia en temps real de simulació desenvolupat i publicat per Ndemic Creations. El jugador crea i fa evolucionar un patogen per tal d'anihilar la població humana a través d'una plaga mortal. El videojoc utilitza un model epidèmic amb un conjunt de variables complexes per simular la propagació i gravetat de la plaga.
La versió de Steam (PC, Mac i Linux) i de la consola s'anomena Plague Inc: Evolved, que inclou ajustos i afegits a la jugabilitat.
El videojoc Plague Inc. s'ha descarregat més de 85 milions de vegades i ha tingut una rebuda positiva per part de la crítica. Va ser finalista als premis d'IGN Joc de l'Any 2012 com a 'Millor Joc d'Estratègia'. Avui dia el joc té una comunitat activa i s'actualitza regularment.
L'any 2017, el desenvolupador va llançar un joc de taula basat en el videojoc Plague Inc. anomenat Plague Inc.: The Board Game. El desembre de 2018, la companyia va llançar una continuació del joc de temàtica política, anomenat Rebel Inc..
Després de brots de virus com el d'Ebola el 2014 o de coronavirus entre 2019 i 2020, s'ha produït un augment de nous usuaris en diversos països. El febrer de 2020, es va eliminar el joc de l'Apple's App Store a la Xina després que reguladors xinesos diguessin que el joc contenia "contingut il·legal".

## Jugabilitat
Plague Inc. és un joc d'estratègia i simulació en què el jugador controla indirectament una plaga que ha infectat el pacient zero. El jugador pot triar entre modes de joc diversos i patògens i ha de complir l'objectiu establert pel mode de joc fent evolucionar la plaga i adapant-la a ambients diferents. Els objectius inclouen, entre altres: infectar i matar la població mundial amb un patogen, esclavitzar la població mundial amb el "Cuc Neurax" o convertir la població mundial en zombis amb el "Virus Necroa". Tot i això, hi ha un temps limitat per completar el joc abans que els humans, els adversaris, desenvolupin una cura per aturar la plaga.
El desenvolupador ha dit que és "una mica com la pel·lícula Contagi excepte que ets a l'altra banda". Així, segons, el desenvolupador, el videojoc està inspirat parcialment en la pel·lícula Contagi. Una altra inspiració parcial del videojoc és la de Pandemic 2, un joc de navegador Flash llançat l'any 2008 per Dark Realm Studios.

### Plague Inc: Evolved
La nova versió Plague Inc: Evolved per Steam (PC, Mac i Linux) i consoles té una jugabilitat similar a la del videojoc original (Plague Inc), però inclou algunes característiques absents en la versió per a mòbils, com el multijugador o un creador d'escenaris.

## Tipus de malalties
El jugador pot jugar amb diversos tipus de patògens, cadascun amb els seus avantatges i desavantatges que influeixen en les decisions sobre la seva evolució. Inicialment, el jugador només pot seleccionar bacteris. Si es guanya el joc amb un bacteri com a patogen en els modes "Normal" o "Brutal", es desbloquegen més patògens, com ara virus, fongs patògens, paràsits, prions, nano-virus, i armes biològiques. També hi ha plagues especials, incloent-hi el "Cuc Neurax", que pot controlar la ment, la plaga zombi del "Virus Necroa", la "Grip dels Simis" de la pel·lícula Rise of the Planet of the Apes, i la "Plaga Ombrívola", de temàtica de vampirs.

## Desenvolupament
El juliol de 2014, Ndemic Creations va col·laborar amb 20th Century Fox en una actualització tematitzada que servia com a unió a la pel·lícula Dawn of the Planet of the Apes. Els jugadors poden cultivar el virus que provoca la "Grip dels Simis" en la pel·lícula, que mata els humans i fa que els simis siguin més intel·ligents. Els jugadors escampen el virus per tal d'erradicar els humans i alhora ajuden als simis a sobreviure i progressar.
El 2017, el desenvolupador va llançar un joc de taula físic basat en Plague Inc. anomenat Plague Inc.: The Board Game. Es van recaptar 355.000$ pel joc de taula a Kickstarter. Segons James Vaughan (el desenvolupador), "[ell] volia amb ganes el repte de fer un joc físic per fer costat al videojoc - especialment perquè els jocs de taula estan esdevenint més populars ara".
El 6 de desembre de 2018, Ndemic Creations va llançar Rebel Inc., una seqüela amb una temàtica política al voltant de les "complexitats i conseqüències de la intervenció estrangera i contrainsurgència". En aquesta seqüela els jugadors han d'estabilitzar un país en post-guerra i aturar els insurgents per tal que no prenguin el poder. Tot i que originalment el joc només era disponible per iOS, es va llançar una versió per Android l'11 de febrer del següent any.
El 28 de febrer de 2019, l'estudi va anunciar que afegirien un escenari al joc sobre el moviment antivacunes, després que la petició de Change.org per fer-ho va obtenir més de 10.000 firmes.

## Rebuda

### Crítica
Plague Inc va rebre crítiques "generalment favorables" segons l'agregador de ressenyes Metacritic amb una puntuació de l'agregador de 80/100. Wired.com va citar Plague Inc. com una història d'èxit d'un desenvolupador independent notable, ja que es "va oposar al sistema estant entre els primers llocs de les llistes en nombrosos països durant tota la seva existència, obtenint milions d'ingressos mentre competien amb grans jugadors". Va ser l'aplicació número 1 més pagada tant per iPhone com iPad als Estats Units d'Amèrica durant dues setmanes després del llançament. IGN va dir que "matar bilions mai havia estat tan divertit". TouchArcade va dir que "Plague Inc. et farà captar la teva atenció de totes les maneres correctes i mantenir-la allà". El desembre de 2012, Plague Inc. fou un dels cinc jocs nominats a 'Millor Joc d'Estratègia' de Joc de l'Any 2012 d'IGN, per mòbil i per totes les plataformes. També va guanyar el premi 'Tria dels Jugadors' com a millor Joc d'Estratègia per Mòbils de 2012. En conjunt, Plague Inc. va ser el 15è joc pagat d'iPhone més baixat dels Estats Units d'Amèrica del 2012 (i el 18è per iPad). A més, va ser el 76è joc amb més ingressos del 2012. El març de 2013, el videojoc va guanyar múltiples categories dels Premis Pocket Gamer, incloent-hi "Joc de l'Any". Va ser el 5è joc pagat d'iPhone més baixat dels Estats Units d'Amèrica del 2013.

### Vendes
S'ha baixat Plague Inc. més de 85 milions de vegades. S'ha mantingut als primers llocs de les llistes mundials durant cinc anys. En conjunt, va ser el 15è joc de pagament per iPhone dels Estats Units d'Amèrica el 2012 i el 5è joc de pagament per iPhone més baixat del 2013 als Estats Units. El 2014, va ser el 3r joc d'iPhone més venut als Estats Units i la primera aplicació més venuda a la Xina. El 2015 va ser el 7è joc d'iPhone més venut dels Estats Units. El 2016, va ser el 4t joc d'iPhone més venut allà.
Fins al maig de 2019, Plague Inc. comptava amb més de 120 milions de baixades i The Board Game havia vengut 35 mil còpies.
Amb el brot de coronavirus el gener de 2020, Plague, Inc. va esdevenir l'aplicació més venuda al mercat xinès i es van incrementar les vendes i el nombre de jugadors concurrents en altres plataformes també. Es creia que l'interès provenia de jugadors de videojocs xinesos que intentaven trobar una manera de tractar la por que havia generat el brot. Ndemic va recordar als jugadors que tot i que s'havia desenvolupat el joc Plague Inc. basant-se en el coneixement científic de la propagació de malalties infeccioses, el joc no segueix cap model científic i va afegir enllaços de la web de l'Organització Mundial de la Salut a la seva pròpia web per respondre les preguntes de la gent sobre el coronavirus. A data de febrer de 2020, Plague, Inc. havia resorgit com a l'aplicació més venuda a l'App Store d'iOS, superant el videojoc Minecraft.
El 27 de febrer de 2020, el govern xinès va obligar el tancament del videojoc de l'App Store a la Xina amb l'explicació de l'Administració del Ciberespai de la Xina citant-ne el "contingut il·legal" del joc tot i que no es van donar més explicacions a Ndemic. Plague, Inc. ha tingut una actualització recent del contingut de les "Fake News", que encara s'ha d'autoritzar per fer-ne el llançament a la Xina i que es creu que és el motiu darrere del tancament del joc donada la posició derogatòria de la Xina vers els mitjans de comunicació estatals.